# Lijst van kamerplanten
Hieronder volgt een (niet-complete) lijst van kamerplanten:
- Aechmea fasciata
- Adianthus
- Aloë vera
- Amorphophallus bulbifer
- Ampelopsis brevipedunulata
- Aphelandra
- Aralia elegantissi
- Aralia japonica
- Asplenium nidus
- Billbergia nutans
- Begonia Eges Favorite
- Begonia rex
- Begonia semperflorens
- Blaartrekkende primula
- Blauwe passiebloem
- Bochtige jaguarbloem
- Bruidsbloem
- Broedblad
- Camellia japonica
- Campanula isophylla "alba"
- Chinese roos
- Christusdoorn
- Chlorophytum
- Cineraria
- Cissus antarctica
- Cissus rhombifolia
- Cissus striata
- Clivia
- Codiaeum
- Columnea
- Corytholoma
- Crassula coccinea
- Crassula faicata
- Crassula ovata
- Croton
- Cryptanthus
- Cyperus alternifolius
- Cyperus papyrus
- Dracaena marginata
- Dieffenbachia
- Ficus
- Flessenplant
- Garnalenplant
- Gatenplant
- Grote wasbloem
- Fenestraria rhopalophylla
- Flamingoplant
- Hertshoornvaren
- Hippeastrum
- Indische rubberboom
- Kaapse jasmijn
- Kaaps viooltje
- Kamerden
- Kamerlinde
- Kamerwingerd
- Kerstster
- Kerstorchidee
- Klimlelie
- Kerstroos
- Kindje-op-moeders-schoot
- Koraalmosje
- Kruidje-roer-me-niet
- Krulvaren
- Lakanthurium
- Lidcactus
- Lithops
- Maanorchidee
- Mammillaria
- Medinilla magnifica
- Mexicaanse wolfsmelk
- Opuntia ficus-indica
- Pachira aquatica
- Passiflora biflora
- Passiflora citrina
- Passiflora coriacea
- Passiflora sanguinolenta
- Passiflora suberosa
- Pleispilos nelii
- Poederkwast
- Rode kattenstaart
- Rozenpelargonium
- Schefflera actinophylla
- Scindapsus
- Siernetel
- Vlijtig liesje
- Vrouwentongen
- Waringin